# Borudscherd
Borudscherd (persisch بروجرد, DMG Borūǧerd), international auch Borujerd, ist eine Stadt in der Provinz Luristan im Westen des Staates Iran. Sie ist gleichzeitig Zentrum des gleichnamigen Landkreises.
Borudscherd ist eine der ältesten erhaltenen Städte Irans, deren Region zur Zeit der Sassaniden an Nehawand grenzte. Während der Seldschukenherrschaft (9.–10. Jahrhundert) gewann die Stadt an Bedeutung und wurde zu einem geostrategisch bedeutenden Handelszentrum der Zagrosregion, was sie bis ins 20. Jahrhundert blieb. Während ihrer Blütezeit in der Kadscharenzeit (18. und 19. Jahrhundert) wurde Borudscherd zum Zentrum von Lorestan und Chuzestan. Heute ist Borudscherd die zweitgrößte Stadt der Provinz Lorestan und gleichzeitig das regionale Zentrum für Industrie, Kultur und Tourismus. Das Stadtbild ist geprägt durch zahlreiche Moscheen, Basare, Brücken und Häuser, die während der Seldschuken- und Kadscharenregentschaft erbaut wurden.
Die Stadtbevölkerung von Borudscherd gilt allgemein als tolerant, und so ließen sich dort im Laufe der Zeit mehrere religiöse Minderheiten nieder, darunter Anhänger des jüdischen Glaubens, des Sufismus und des Bahaitums. Die Stadt trägt ebenfalls den Namen Daro-s-Sorur, was so viel wie Stätte des Glücks bedeutet. Heute wird Borudscherd gelegentlich als Kleines Paris (Paris-e Kutschulu) bezeichnet.

## Geografie und Klima

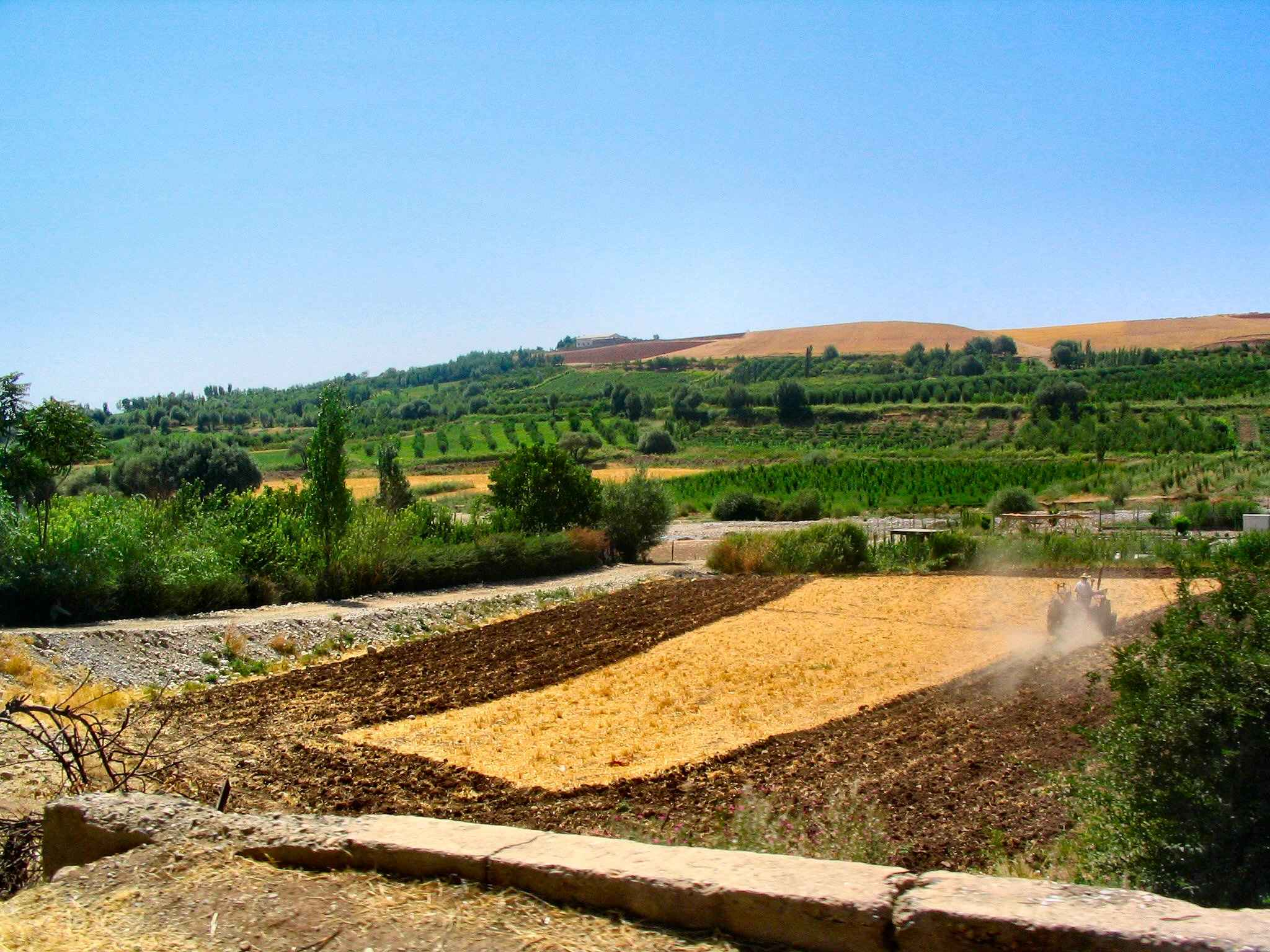
Das Goldasht-Tal (Blumenebenen-Tal)

Borudscherd liegt ca. 1670 m über dem Meeresspiegel. Das Klima wird bestimmt durch milde Temperaturen im Sommer und kalte Winter. Den höchsten Punkt bildet der 3623 m hoch gelegene Garrin-Berg, den niedrigsten der südlich gelegene Gelerud-Fluss, der auf einer Höhe von 1400 m liegt. Das Verwaltungsgebiet von Borudscherd erstreckt sich über eine Fläche von 2600 km² mit 400.000 Einwohnern und erfasst neben der Stadt noch weitere 180 Dörfer.
Borudscherd liegt in der Silakhor-Ebene, dem größten landwirtschaftlichen Gebiet Lorestans, das vom Südosten zum Südwesten vom meist schneebedeckten Zagrosgebirge umschlossen wird. Die Landbevölkerung arbeitet auf Farmen oder hält ihr eigenes Vieh. Die städtische Bevölkerung arbeitet in Fabriken, Kleinbetrieben, Regierungsbüros oder in der Armee. Während der Sommermonate sammeln sich am Fuße des Zagrosgebirges viele Nomaden, wie Luren und Bakhtiari, um dort ihr Vieh weiden zu lassen.
Das Gebiet durchziehen mehrere Fernstraßen. Es bildet eine Kreuzung zwischen Khusestan und Teheran, sowie zwischen Isfahan und Kermānschāh.

## Geschichte

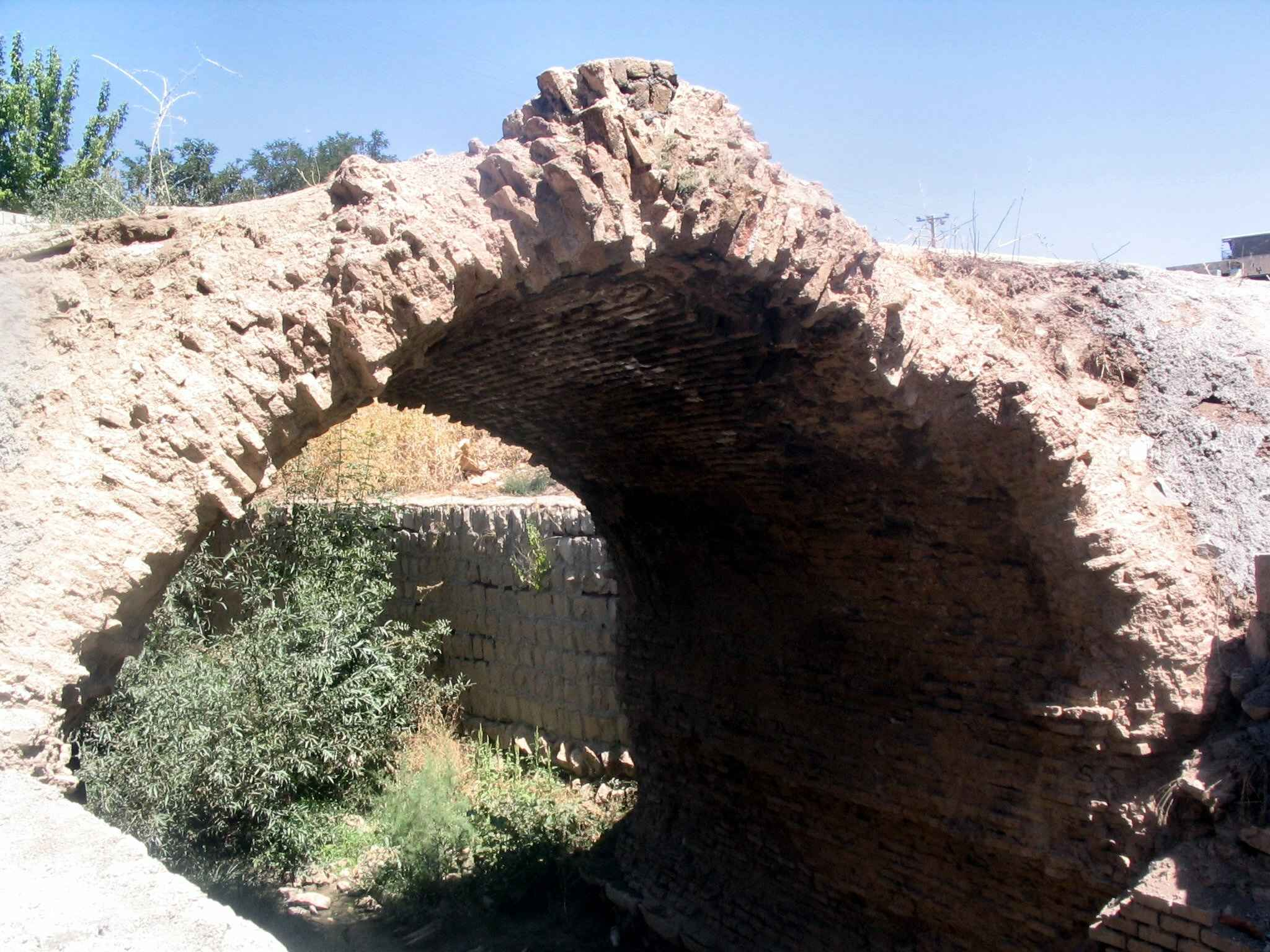
Alte Brücke in Borudscherd

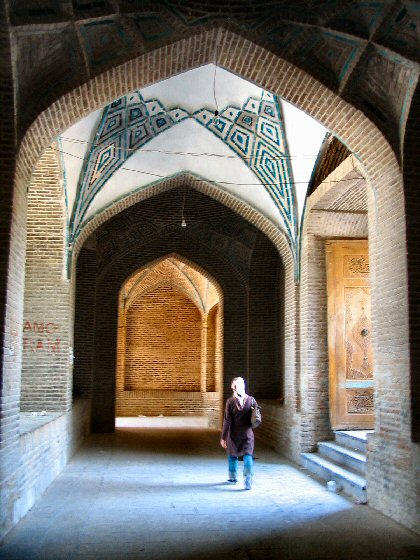
Die Soltani-Moschee aus dem 18. Jahrhundert

Das Gebiet um Borudscherd wurde mindestens seit dem 3. Jahrhundert v. Chr. bewohnt. Meder nutzten das Weideland zur Pferdezucht und zur Pferdedressur. Die Seleukiden richteten im Rumian-Schloss eine strategische Militärgarnison ein. Unter den Sassaniden entwickelte sich Borudscherd zu einer Stadt, in der sie einen Feuertempel errichteten.
Im Kampf gegen die arabischen Eroberer (637–651) nutzten die Iraner das Schloss von Borudscherd zur Unterstützung der Truppen. Das letzte militärische Aufeinandertreffen erfolgte in der Schlacht bei Nehawand, 55 km nordwestlich von Borudscherd. Nach der Niederlage suchte Yazdgerd III. im Schloss von Borudscherd Zuflucht, wohin ihm seine Armee folgte. Der islamische Gouverneur der Araber Abudol ibn Hamulah ließ die Stadt neu erbauen und setzte die Jame' Moschee auf den zoroastrischen Feuertempel.
Seldschukische Machthaber reisten oft nach Borudscherd und auch viele ihrer Kämpfe fanden hier statt. Berk-Yaruq, Sultan der Großseldschuken (1094–1105), starb in Borudscherd. Einigen Quellen zufolge ist das 5 km nördlich der Stadt gelegene Zavvarian seine Grabstätte, doch sind sich die meisten Geschichtsschreiber darüber einig, dass sein Leichnam nach Isfahan gebracht wurde.
Von ca. 1000 bis 1500 wurde Borudscherd von den Atabegs von Kleinluristan (Lur-i kutschik) regiert. Dschingis Khan und die Mongolen attackierten deren Fürstentum und zerstörten sowohl Borudscherd als auch Chorramabad. Auch Timur griff die Stadt zweimal an und zerstörte sie, doch nutzten die Timuriden das Borudscherd- und das Rumian-Schloss für ihre militärischen Zwecke.
Während der Safawidenherrschaft (1500–1700) wurde Borudscherd als eigenständiges Gebiet regiert, das Japlaq oder Gapleh mit einbezog und mit Golpayegan benachbart war.
Die Zandkönige (1750–1794) kamen aus Loristan und kamen aus der Gegend um Borudscherd und Malayer.
Während der Kadscharenzeit (1779–1925) wuchs die Stadt schnell und entwickelte sich zum Zentrum mehrerer Verwaltungsgebiete (Borudscherd, Lorestan und Khuzestan). Viele Bauten, darunter die Soltani Moschee, der Große Basar, mehrere Schulen und Gärten wurden errichtet und das Stadtschloss wiederaufgebaut.
Nachdem Reza Schah Pahlavi (1925–1944) an die Macht gekommen war, ließ er einige Aufstände in Lorestan niederschlagen. Er baute die Armee wieder auf und ließ Eisenbahn, Straßen, Krankenhäuser und moderne Schulen in Borudscherd errichten. In dieser Zeit wurde die vormalige Borudscherd-Region aufgelöst und die Stadt der Provinz Lorestan zugeteilt.
Nach der Revolution von 1979 und während des Iran-Irak-Kriegs nahm Borudscherd viele Verletzte und Flüchtlinge aus der Provinz Khuzestan auf, wobei es selbst mehrmals angegriffen wurde. Allein während eines Angriffs starben 65 Kinder in einer Grundschule. In den letzten Jahren stieg die Bevölkerungszahl wieder an, doch litt die Stadt an sozialen Problemen wie Arbeitslosigkeit und Drogenmissbrauch.
Im März 2006 starben bei dem Erdbeben in Borudscherd 66 Menschen und 1.400 Menschen wurden verletzt.
Im Jahr 2023 kam es in Bordsched und anderen iranischen Städten zu Vergiftungen von Schülerinnen an Mädchenschulen.

### Historische Sehenswürdigkeiten
- Freitagsmoschee von Borudscherd
- Soltani Moschee
- Imamzade Dscha’far
- Imamzade Ghasem
- Imamzade Ibrahim
- Imamzade Schahzade Abol-Hasan
- Imamzade Vallian
- Imamzade Ghasem
- Zavvarian-Grabmal in Borudscherd
- Ghale-Hatam-Brücke
- Tschalantschulan-Brücke, Borudscherd
- Ghorogh-Brücke
- Rumian-Brücke
- Basar von Borudscherd

Viele der archäologischen Stätten sind bislang noch nicht untersucht worden.

## Sprache
In Borudscherd wird ein für die Stadt typischer Dialekt gesprochen, eine Mischung aus Lori und der persischen Standardsprache. Auch findet man gelegentlich weitere Dialekte wie Lori, Leki, lokales Azeri, und Judäo-Persisch die lokale Jüdische Sprache.

## Parks und Natursehenswürdigkeiten
- Das Goldascht-Tal
- Das Vennaii–Dorf
- Der Tschogha-Berg
- Bische-Dalan–Teich
- Oschtorankuh, Dorood
- Der Frauenpark in Borudscherd

## Söhne und Töchter der Stadt
- Hossein Borudscherdi (1875–1961), Großajatollah
- Abdolhossein Zarinkoob (1923–1999), Literaturwissenschaftler und Historiker
- Loris Tscheknavorian (* 1937), Komponist
- Dscha’far Schahidi (1919–2008), Historiker
- Abdolmohammad Ayati (1926–2013), Schriftsteller und Dichter
- Mehrdad Avesta (1930–1991), Dichter
- Mohammad Hanif (* 1961), Schriftsteller
- Ehsan Mohajer Shojaei (* 1983), Leichtathlet

## Weitere Schreibweisen
Borujerd, Boroujerd, Borudjerd, Boroojerd, Brujerd, Burujird, Borugerd

## Galerie

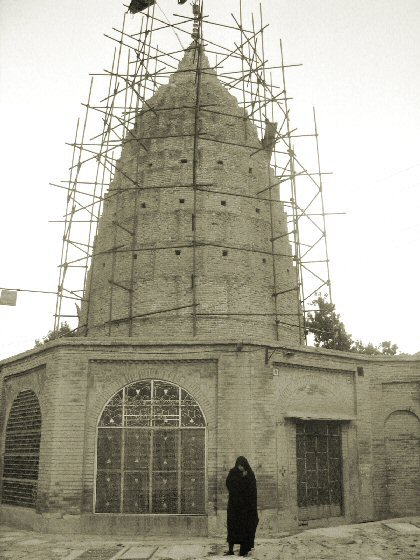
Imamzadeh Ja’far, 11. Jahrhundert
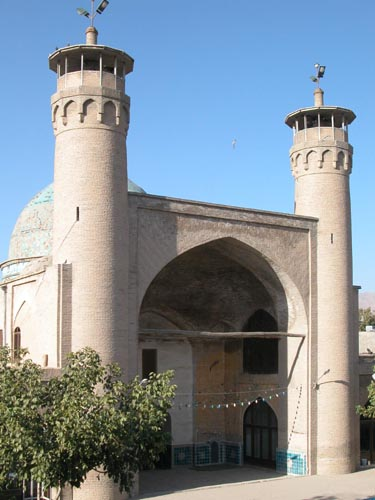
Die Freitagsmoschee
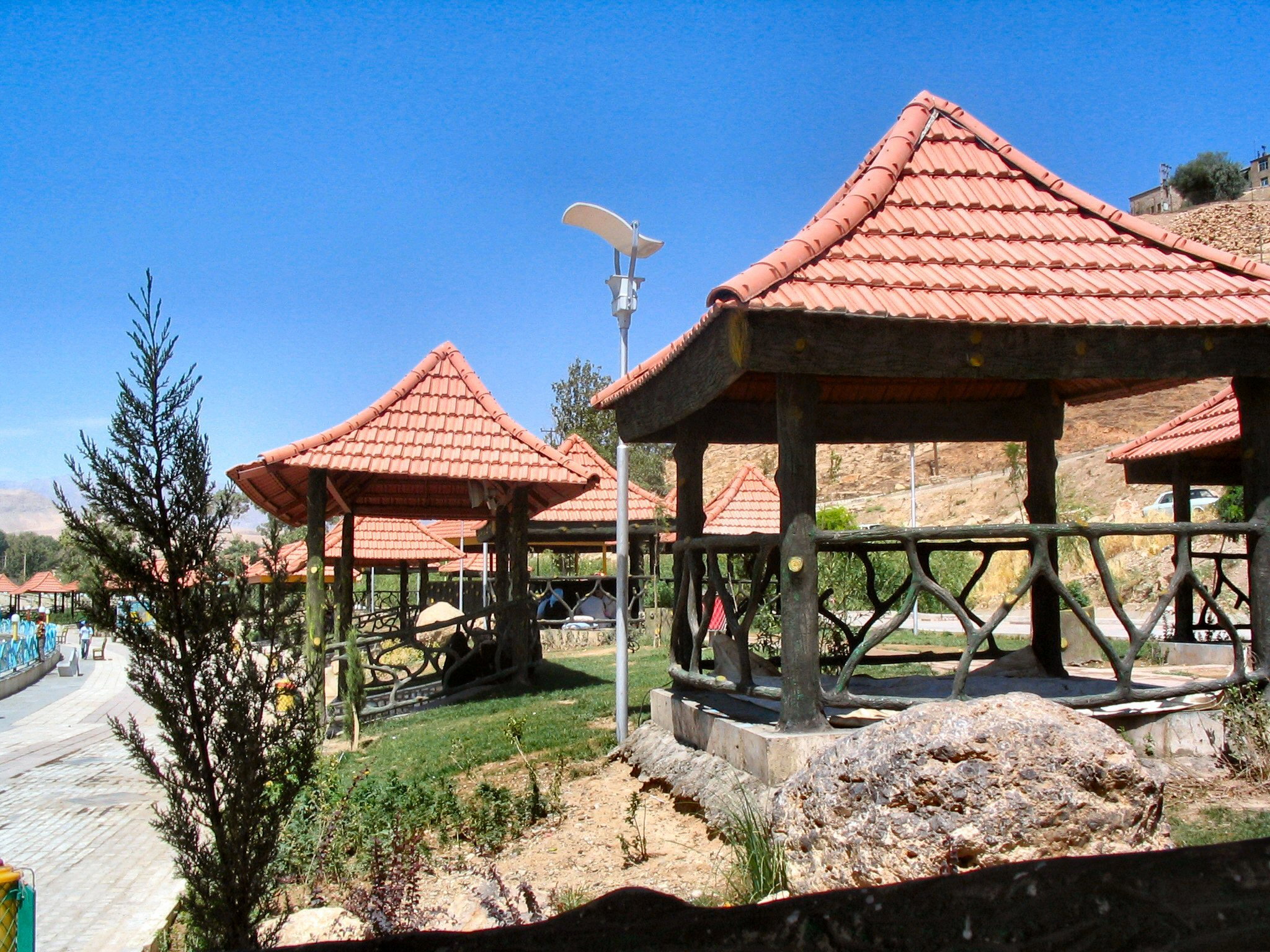
Fadak Park